# گداخت جان که شود کار دل تمام و نشد
غزلی با مطلعِ «گداخت جان که شود کار دل تمام و نشد» غزل شمارهٔ ۱۶۸ از دیوانِ حافظ در تصحیحِ محمد قزوینی و قاسم غنی است.

## در اجراها
حسین قوامی در برنامهٔ شمارهٔ ۴۵ از مجموعهٔ گل‌های تازه این غزل را به همراه غزل دردم از یار است و درمان نیز هم، در دستگاهِ سه‌گاه اجرا کرده‌است.